# Elaphoglossum vareschianum
Elaphoglossum vareschianum là một loài thực vật có mạch trong họ Lomariopsidaceae. Loài này được Mickel mô tả khoa học đầu tiên năm 1987.